# Клінтон (Мен)
Клінтон (англ. Clinton) — місто (англ. town) в США, в окрузі Кеннебек штату Мен. Населення — 3370 осіб (2020).

## Демографія
Згідно з переписом 2010 року, у місті мешкало 3486 осіб у 1412 домогосподарствах у складі 962 родин. Було 1547 помешкань
Расовий склад населення:
| - 97,1 % — білих - 0,6 % — корінних американців - 0,4 % — чорних або афроамериканців - 0,1 % — азіатів |

До двох чи більше рас належало 1,2 %. Частка іспаномовних становила 1,1 % від усіх жителів.
За віковим діапазоном населення розподілялося таким чином: 22,9 % — особи молодші 18 років, 64,9 % — особи у віці 18—64 років, 12,2 % — особи у віці 65 років та старші. Медіана віку мешканця становила 40,5 року. На 100 осіб жіночої статі у місті припадало 104,5 чоловіків;  на 100 жінок у віці від 18 років та старших — 103,9 чоловіків також старших 18 років.
Середній дохід на одне домашнє господарство  становив 50 653 долари США (медіана — 46 625), а середній дохід на одну сім'ю — 55 322 долари (медіана — 49 660). Медіана доходів становила 41 940 доларів для чоловіків та 35 720 доларів для жінок. За межею бідності перебувало 13,9 % осіб, у тому числі 28,6 % дітей у віці до 18 років та 1,1 % осіб у віці 65 років та старших.
Цивільне працевлаштоване населення становило 1331 особа. Основні галузі зайнятості: освіта, охорона здоров'я та соціальна допомога — 30,0 %, виробництво — 15,0 %, роздрібна торгівля — 13,6 %.